# Jesse Lee Soffer
Jesse Lee Soffer (* 23. April 1984 in Connecticut) ist ein US-amerikanischer Schauspieler. Von 2013 bis 2022 war er als Jay Halstead Teil der Hauptbesetzung in der Fernsehserie Chicago P.D. sowie in Gastauftritten auch in der Mutterserie Chicago Fire und dem zweiten Ableger Chicago Med zu sehen.

## Leben
Jesse Lee Soffer begann bereits in jungen Jahren mit dem Schauspielern. Seine erste Rolle hatte er bereits mit neun Jahren im Film Matinée. Für sein Studium an der New York University zog er von seinem damaligen Wohnort North Tarrytown nach New York City.
Nachdem Jesse Lee Soffer zwischen 1993 und 1998 als Kinderdarsteller in diversen Produktionen, unter anderem in den Filmen Die Brady Family und Die Brady Family 2 sowie in der Serie Ein Zwilling kommt selten allein zu sehen war, legte er bis 2004 eine Pause ein. Zwischen September 2004 und April 2008 sowie von Juli bis September 2010 hatte er in über 490 Folgen lang die Rolle des Will Munson in der Seifenoper Jung und Leidenschaftlich – Wie das Leben so spielt inne. Für diese Rolle wurde er dreimal mit einem Daytime Emmy Award nominiert. Des Weiteren kann Soffer Gastauftritte in CSI: Miami, The Mentalist, Rizzoli & Isles und In Time – Deine Zeit läuft ab aufweisen. Zwischen 2012 und 2013 verkörperte er den Nate Devlin, den Bruder der Hauptfigur, dargestellt von Jordana Spiro, in der kurzlebigen Serie The Mob Doctor. Von 2013 bis 2022 war er als Darsteller in der Rolle des Jay Halstead in der NBC-Serie Chicago Fire zu sehen. Dieselbe Rolle übernahm er auch in den Spin-offs Chicago P.D. und Chicago Med.
Seit 2024 ist er als Special Agent Wesley Mitchell in FBI: International zu sehen.

## Filmografie (Auswahl)
- 1993: Matinée (Matine)
- 1995: Die Brady Family (The Brady Bunch Movie)
- 1996: Die Brady Family 2 (A Very Brady Sequel)
- 1998: Ein Zwilling kommt selten allein (Two of a Kind, Fernsehserie, 6 Folgen)
- 2004–2008, 2010: Jung und Leidenschaftlich – Wie das Leben so spielt (As the World Turns, Seifenoper)
- 2007: Gracie
- 2008: CSI: Miami (Fernsehserie, Folge 7x03)
- 2010: The Whole Truth (Fernsehserie, Folge 1x09)
- 2011: The Mentalist (Fernsehserie, Folge 3x23)
- 2011: Rizzoli & Isles (Fernsehserie, Folge 2x10)
- 2011: In Time – Deine Zeit läuft ab (In Time)
- 2012–2013: The Mob Doctor (Fernsehserie, 13 Folgen)
- 2013: Jodia Arias – Dirty Little Secret
- 2013–2019: Chicago Fire (Fernsehserie, 18 Folgen)
- 2014–2015: Law & Order: Special Victims Unit (Fernsehserie, 2 Folgen)
- 2014–2022: Chicago P.D. (Fernsehserie, 189 Folgen)
- 2015–2020: Chicago Med (Fernsehserie, 28 Folgen)
- 2024–2025: FBI: International (Fernsehserie)

## Nominierungen
Daytime Emmy Award
- 2006: Nominiert als Kinderdarsteller in einer Dramaserie
- 2007: Nominiert als Kinderdarsteller in einer Dramaserie
- 2008: Nominiert als Kinderdarsteller in einer Dramaserie